# آيزونيازيد/ريفامبيسين
آيزونيازيد/ريفامبيسين المعروف أيضًا باسم إيزونيازيد/ريفامبين هو دواءٌ يستخدم لعلاج مرض السّل هو مُركب ثابت من الآيزونيازيد والريفامبيسين (ريفامبين)، يستخدم مع أدوية أخرى مضادة للسّل، وهو مدرج ضمن قائمة منظمة الصحة العالمية للأدوية الأساسية. يُؤخذ هذا الدواء عن طريق الفم.

## الآثار الجانبية وسلامة
الآثار الجانبية لهذا الدواء هي نفسها الأعراض الجانبية للأدوية الأساسية التي تتكون منها التركيبة. وتشمل الآثار الأكثر شيوعًا ضعف التنسيق، وضعف الشهية، غثيان، خَدَر، والشعور بالتعب. تشمل الآثار الجانبية الأكثر خطورة أمراض الكبد. لا ينصح باستخدامه بشكل عام للأطفال. ، من غير معروف ما إذا كان الاستخدام آمنًا أثناء الحمل.

يعتبر هذا المركب ضمن قائمة منظمة الصحة العالمية للأدوية الأساسية، الأدوية الأكثر أمانًا و فعالية في النظام الصحي.تبلغ تكلفة البيع بالجملة في العالم النامي حوالي 5.10 دولارات أمريكية شهريًا. في المملكة المتحدة، يكلف شهر من العلاج هيئة الخدمات الصحية الوطنية حوالي 28.11 جنيهًا.